# خدمتکار آسایشگاه
خدمتکار آسایشگاه (انگلیسی: The Orderly) یک فیلم کمدی صامت کوتاه به کارگردانی آروید ئی. گیلستورم است که در سال ۱۹۱۸ منتشر شد. از بازیگران این فیلم می‌توان به اولیور هاردی، بیلی وست، اتل برتون، لئو وایت، لیاتریس جوی، جو بوردو و باد راس اشاره کرد.